# Le Détroit
Le Détroit är en kommun i departementet Calvados i regionen Normandie i norra Frankrike. Kommunen ligger i kantonen Falaise-Nord som ligger i arrondissementet Caen. År 2022 hade Le Détroit 92 invånare.

## Befolkningsutveckling
Antalet invånare i kommunen Le Détroit
Referens: INSEE